# Agarista coriifolia
Agarista coriifolia là một loài thực vật có hoa trong họ Thạch nam. Loài này được (Thunb.) Hook. ex Nied. mô tả khoa học đầu tiên năm 1889.